# Греко-литовские отношения
Греко-литовские отношения — двусторонние дипломатические отношения между Грецией и Литвой. Обе страны являются полноправными членами Организации по безопасности и сотрудничеству в Европе, ЕС и НАТО.

## История
Греция признала Литовское государство в 1922 году, а сами дипломатические отношения между двумя государствами были восстановлены только в 1992 году. Греция официально не признавала аннексию Прибалтики СССР. Литва имеет посольство в Афинах с 1997 года и почетное консульство в Салониках когда как Греция имеет посольство в Вильнюсе лишь с 2005 года.

## Двухсторонние соглашения
Обеими странами был подписан следующий ряд соглашений:
- Соглашение о защите инвестиций
- Соглашение о культурном, туристическом, экономическом, промышленном и технологическом сотрудничестве
- Соглашение о автомобильном и морском транспорте
- Соглашение о взаимной отмене виз
- Соглашение о реадмиссии лиц
- Соглашение о защите конфиденциальной информации[1]

## Торговля
Товарооборот между Грецией и Литвой в 2020 году достиг 98 миллион евро, а Греция была 42-м крупнейшим торговым партнёром Литвы. В торговом балансе преобладает экспорт из Греции в Литву. А сам импорт составляет 45,2 миллион евро, наибольший импорт составляют такие товары как: съедобные фрукты и орехи (19 %), эфирные масла (7 %), реакторы, котлы и их части (6 %) табак и его заменители (5 %).

## Дипломатические представительства
- Греция представляет свои интересы в Литве через посольство в Вильнюсе.
- Литва представляет свои интересы в Греции через посольство в Афинах и два почетных консульства в Салониках и Ираклионе[3].

## Примечание
1. ↑  Министерство иностранных дел Литвы. Соглашения с Грецией (лит.). Дата обращения: 11 августа 2022. Архивировано из оригинала 27 марта 2012 года.
2. ↑  Греция. (лит.). Дата обращения: 11 августа 2022. Архивировано из оригинала 18 января 2022 года.
3. ↑  Посольство Литвы в Афинах (лит.). Дата обращения: 11 августа 2022. Архивировано из оригинала 23 мая 2013 года.